# Tadeusz Gillert
Tadeusz Gillert (ur. 17 marca 1932, zm. 23 maja 2021) – polski inżynier górnik, szopkarz krakowski.

## Życiorys
W Konkursie szopek krakowskich uczestniczył od 1948 roku. Laureat pierwszej nagrody w latach: 1967, 1969, 1972, 1973, 1974, 1977, 1983, 1984, 1985, 1988, 1992, 1995, 1999, 2003, 2016. Specjalizował się w wykonywaniu szopek średnich. Charakterystyczną cechą jego warsztatu jest komponowanie wieży z kościoła Mariackiego jako środkowej wieży szopki. Wykonał ponad 100 szopek –  jego dzieła znajdują się w kolekcji Muzeum Historycznego Miasta Krakowa, były prezentowane na wielu wystawach w Polsce i za granicą. W 2017 r. otrzymał Odznakę honorową „Zasłużony dla Kultury Polskiej”. Był członkiem Stowarzyszenia Nieprofesjonalnych Plastyków Ziemi Krakowskiej i Stowarzyszenia Twórców Ludowych.